# Little Falls (Nueva Jersey)
El municipio de Little Falls (en inglés: Little Falls Township) es un municipio ubicado en el condado de Passaic  en el estado estadounidense de Nueva Jersey. En el año 2010 tenía una población de 14,432 habitantes y una densidad poblacional de 1,977 personas por km².

## Geografía
El municipio de Little Falls se encuentra ubicado en las coordenadas 40°52′47″N 74°13′42″O / 40.87972, -74.22833.

## Demografía
Según la Oficina del Censo en 2000 los ingresos medios por hogar en el municipio eran de $58,857 y los ingresos medios por familia eran $70,223. Los hombres tenían unos ingresos medios de $49,136 frente a los $37,727 para las mujeres. La renta per cápita para la localidad era de $33,242. Alrededor del 4.6% de la población estaba por debajo del umbral de pobreza.